# Planicies litorales

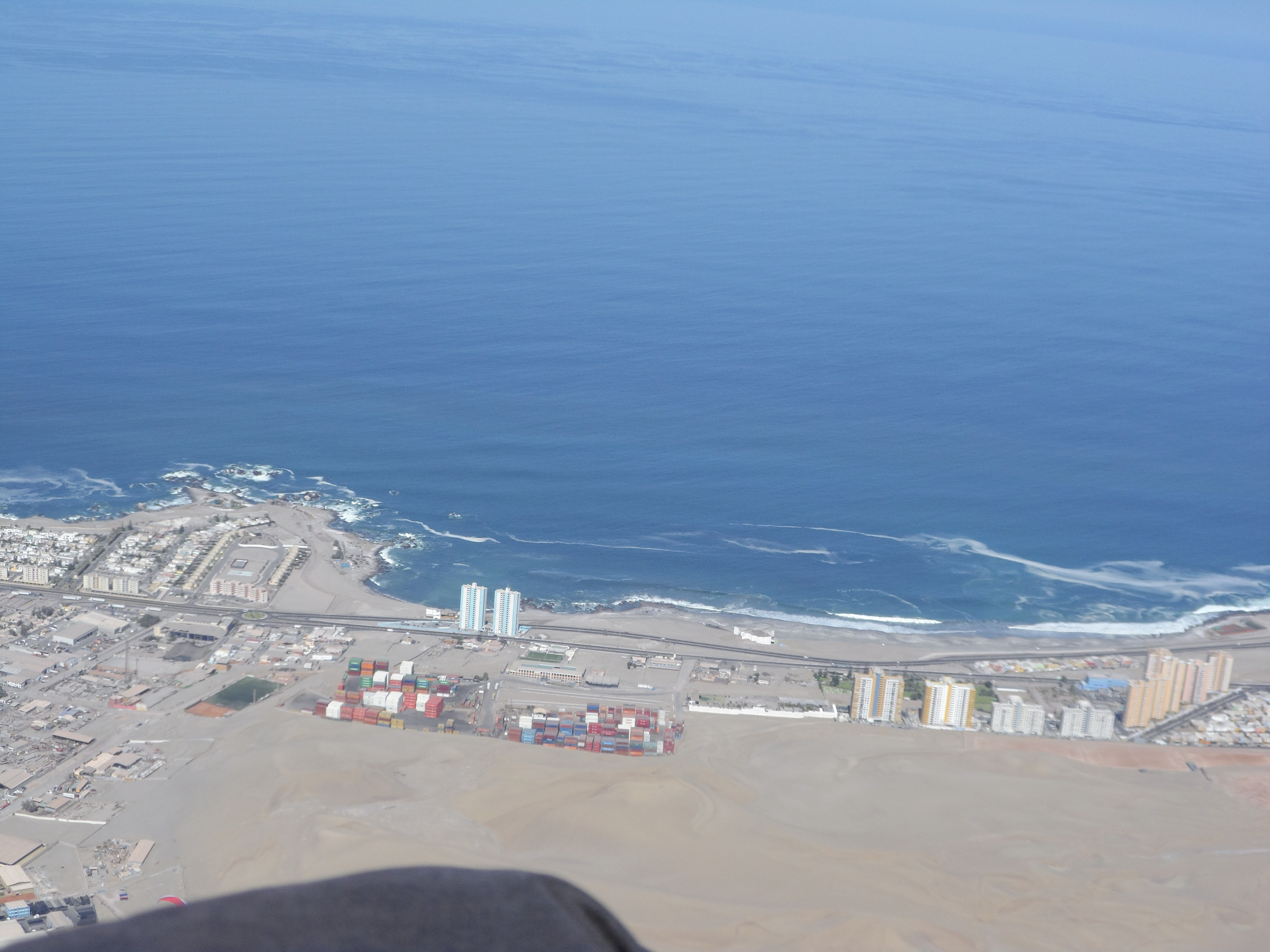
Playa Brava, en la estrecha planicie litoral entre la cordillera de la Costa y el océano Pacífico en Iquique.

Planicies litorales es el nombre genérico dado en la geografía chilena a una de las cuatro estructuras de relieve principales, también llamadas «macroformas». Se extienden entre el mar Chileno y la cordillera de la Costa en sentido oeste-este, y de norte a sur desde el límite norte del país hasta el canal de Chacao. Dependiendo de su origen, también se denominan como planicies marinas o fluviomarinas.

## Descripción
Las planicies litorales son en parte producto de los lentos movimientos epirogenéticos de ascenso y descenso de bloques costeros que afectaron de manera diversa al litoral durante el Terciario y el Cuaternario. Su altura va disminuyendo paulatinamente mientras avanza hacia el sur. Primero se presentan en forma discontinua, entrecortadas por el denominado "farellón costero" (abrupta caída de la cordillera de la Costa al mar), que se levanta desde el nivel del mar hasta alturas cercanas a los 1 000 metros sobre la línea costera, en el norte del país, y luego continúan en forma ininterrumpida, en forma de terrazas con un número de escalones y anchura media variables según la zona del país.

### Zona norte

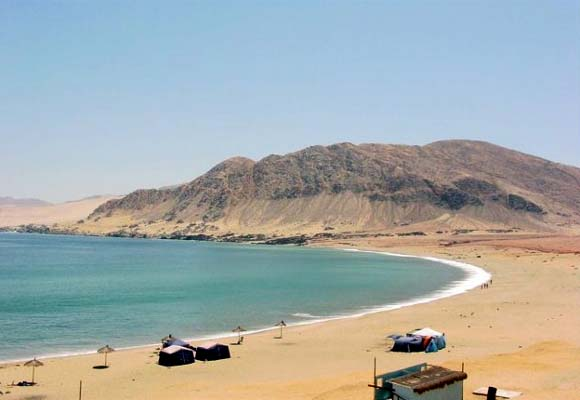
Planicie litoral en Taltal, Región de Antofagasta.

En el sector norte, estas planicies son interrumpidas por los acantilados del farellón costero, hasta aproximadamente la latitud de Taltal, en la Región de Antofagasta, para seguir en forma ininterrumpida hasta el límite sur. Estas se presentan en forma de terrazas, sin embargo el número de escalones y ancho varían a lo largo de su extensión. En Arica e Iquique, se conforma como una antigua plataforma de abrasión marina de unos 3 km de ancho, limitada por una muy maciza cordillera de la Costa. Hacia la península de Mejillones, al norte de Antofagasta, se distinguen hasta nueve escalones con un ancho máximo de 5 km cada uno, alcanzando una altura de hasta 585 m s. n. m. El desarrollo más amplio de estas planicies se da en la costa de Carrizalillo, en la Región de Atacama, y en el sector de La Serena, en la Región de Coquimbo, donde llegan a alcanzar un ancho máximo de 30 km, y alturas de hasta 110 m. Al sur de la región desaparecen para dar paso a los relieves altos de la cordillera de Talinay, cuya principal característica es la costa elevada y abrupta que va descendiendo hacia el sur, donde nuevamente aparecen las planicies litorales, como extensos campos de dunas litorales al norte de Los Vilos.

### Zona central

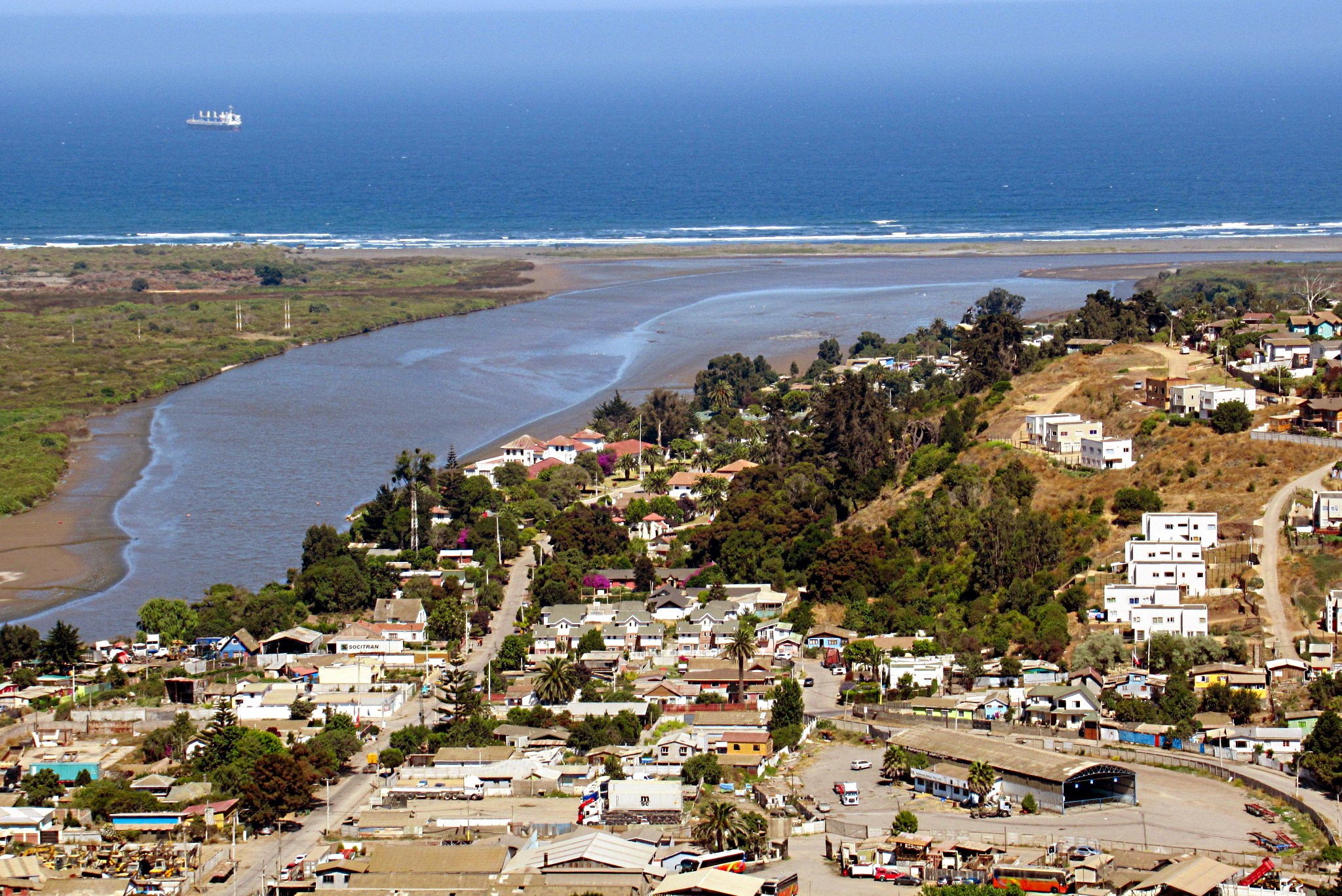
Planicie fluviomarina en la desembocadura del río Maipo, en Llolleo, Región de Valparaíso.

Ya en la región de Valparaíso, las planicies litorales se desarrollan ampliamente, llegando a presentar hasta cuatro niveles de escalonamiento al pie de la cordillera de la Costa y confundiéndose con las terrazas fluviales en los valles y desembocaduras. Se presenta entre plana a ligeramente ondulada, con un ancho máximo de 20 a 30 km hacia el interior, con altura de hasta 140 m. El nivel más bajo se encuentra cubierto por dunas, especialmente al sur de Quintero. Al norte de esta ciudad y especialmente en la costa de Horcón y Papudo, las planicies se presentan aspecto de acantilados, alcanzando niveles de 20 a 100 m. Al sur del río Aconcagua, las planicies alcanzan alturas de hasta 200 m y un ancho de hasta 20 km, y han sido profundamente disectadas por quebradas que desembocan en el mar. En esta zona se presentan en forma de terrazas escalonadas permitiendo la formación de ciudades como Viña del Mar y Valparaíso. Diversas dunas y playas del denominado «litoral central», desde Algarrobo al sur, se alternan con sectores de costa acantilada. Las planicies litorales presentan gran extensión en el litoral al sur del estero El Yali, en las cercanías del río Rapel, donde la costa es baja y permite el desarrollo de dunas y playas. Lo mismo sucede en Bucalemu y Pichilemu, donde se presentan hasta tres niveles de terrazas, aunque, en términos generales, la costa en la región de O'Higgins presenta farallones de hasta 30 metros de altura, erosionados en algunos lugares por las desembocaduras de esteros que forman pequeños valles y playas, como Pupuya y Topocalma.
Más al sur, las playas se presentan extensas, como en Constitución, existiendo campos dunares en Putú, Chanco, y Curanipe. En la región del Bío-Bío, las planicies costeras se presentan homogéneas, caracterizadas por planos costeros o terrazas. Hasta la desembocadura del río Andalién presentan un escaso desarrollo, mientras que en la desembocadura del río Bío-Bío se presentan como una llanura inundable y en la zona del golfo de Arauco, el ancho de las terrazas marinas alcanza los 35 km. Hay que destacar la existencia de lagos de contacto entre el faldeo occidental de la cordillera de Nahuelbuta y la llanura arenosa, como el Lanalhue y el Lleulleu.  En la península de Arauco, las planicies litorales tienen un desarrollo importante, con terrazas que alcanzan los 110 m Hacia el sur, aumenta paulatinamente su altura, hasta llegar a los 200 m, para volver a disminuir al sur de Lebu.

### Zona sur

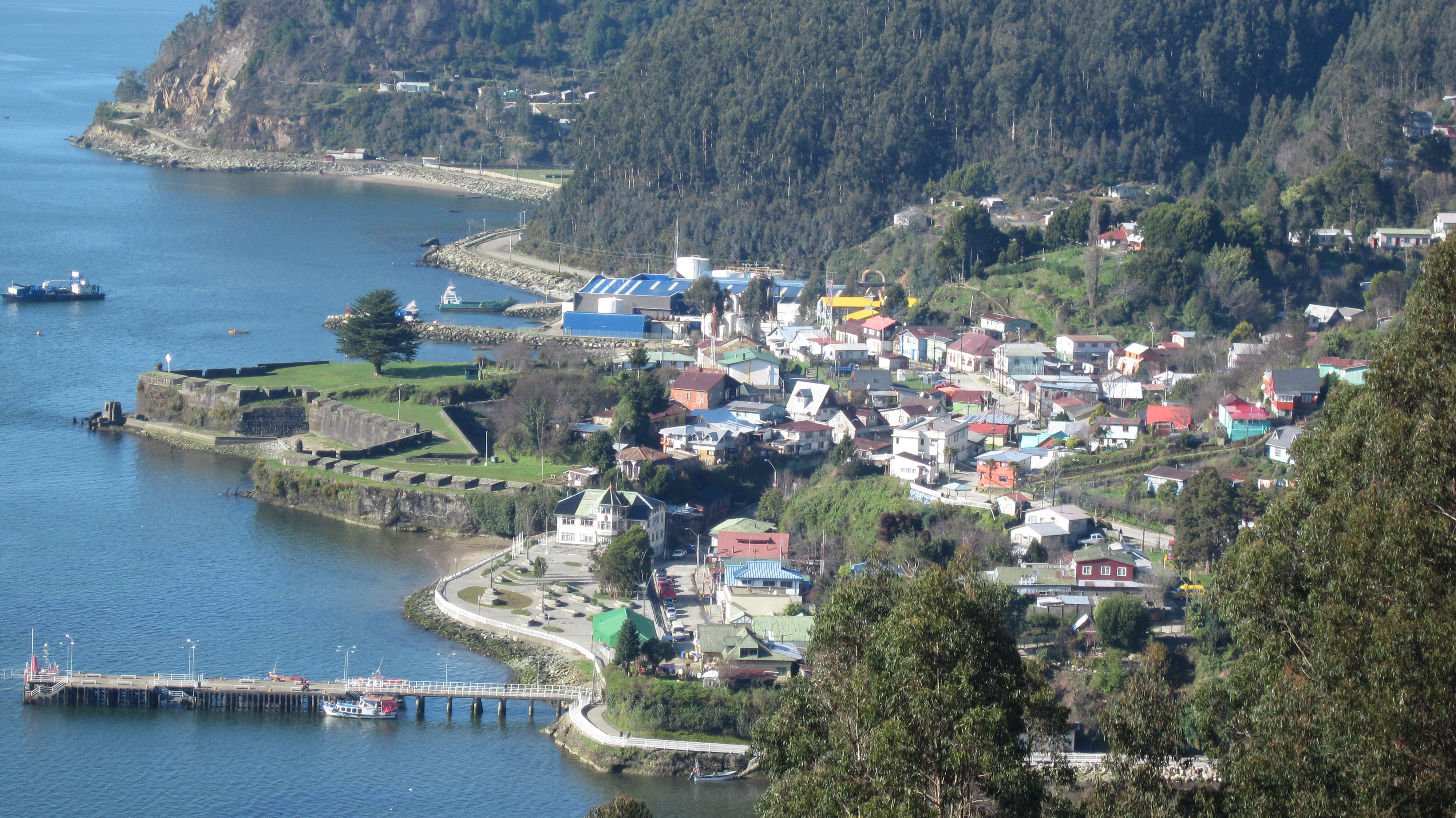
Terrazas en Corral, en la Región de Los Ríos.

En la Zona Sur hay un mayor desarrollo, específicamente entre los ríos Toltén e Imperial debido a la poca presencia de la cordillera costera. En la región de Los Ríos las planicies litorales se caracterizan por ser angostas y poco desarrolladas, aun así se hace posible la formación de pequeñas caletas ocupadas por pescadores y mariscadores. Este rasgo sólo se ve interrumpido por la desembocadura y estuario del río Valdivia, lugar que fue modificado en su constitución morfológica y estructural por el terremoto de 1960. En el sector de la bahía de Corral, se encuentra una gran terraza de unos 200 m de altura que se proyecta valle arriba hacia la ciudad de Valdivia, y que se compone principalmente de arenas fluviales. Estas características se mantienen hasta la Provincia de Llanquihue, en la región de Los Lagos, constituyendo el extremo sur de esta unidad. No es muy clara su presencia alrededor del río Maullín, pero es posible encontrar pequeñas planicies en el borde occidental de la isla Grande de Chiloé.